# Teoria grup

Grupa Rubika to przykład obiektu badanego przez teorię grup.

Graf Cayleya grupy wolnej F_{2}

Teoria grup – dział matematyki wyższej, konkretniej algebry abstrakcyjnej, badający grupy. Początkowo rozważano głównie grupy cykliczne i grupy permutacji, jednak z czasem zaczęto badać ich uogólnienia zdefiniowane aksjomatycznie, co zapoczątkowało historycznie pierwszy dział algebry abstrakcyjnej. Teorię grup można uważać za ogólne badania nad symetrią.
Struktury będące grupami – np. dodatnie liczby wymierne z mnożeniem – rozważano już w starożytności, jednak badania tych grup, którym ta dziedzina poświęca szczególną uwagę, zaczęły się wieki później. W I połowie XIX wieku Évariste Galois wprowadził ten termin w kontekście permutacji i zastosował grupy do badań wielomianów. Późniejsi uczeni znaleźli zastosowania grup do innych dziedzin matematyki, np.:
- lemat Burnside’a jest wykorzystywany w kombinatoryce;
- Sophus Lie wprowadził grupy nazwane od jego nazwiska, którymi opisał symetrie równań różniczkowych[potrzebny przypis];
- Felix Klein zapoczątkował program erlangeński: za pomocą grup na nowo zdefiniował geometrię i jej cele, klasyfikując przy tym jej dotychczasowe obszary;
- Henri Poincaré zdefiniował grupy homotopii i homologii, otwierając topologię algebraiczną.

W XX wieku udowodniono nowe twierdzenia na temat grup, m.in. podano klasyfikację skończonych grup prostych i twierdzenie Feita-Thompsona, a John Griggs Thompson za swoje prace w tej dziedzinie otrzymał najwyższe wyróżnienia matematyczne. W latach 20. XXI wieku dalej ukazują się czasopisma naukowe poświęcone grupom.
Bezpośrednie zastosowania tej teorii znaleziono także poza matematyką czystą. Pojawiają się one w kryptografii, fizyce teoretycznej, chemii i biologii – zwłaszcza genetyce – a nawet sztuce, np. teorii muzyki czy sztukach wizualnych. Związki grup z fizyką są wielorakie:
- dla mechaniki teoretycznej i teorii pola mają znaczenie symetrie czasoprzestrzeni i pól fizycznych, ponieważ twierdzenie Noether wiąże je z zasadami zachowania[a];
- formalizm fizyki kwantowej opiera się na teorii reprezentacji grup;
- grupami bada się też symetrie atomów, molekuł i kryształów.

Przez to z teorii grup korzystają teoria względności, fizyka cząstek elementarnych, spektroskopia i fizyka ciała stałego, w tym krystalografia. Teoria grup była też inspiracją dla polskiego filmu fabularnego.

## Podstawowe twierdzenia

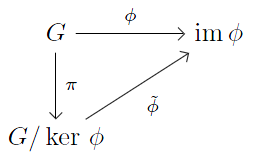
Diagram przemienny przedstawiający pierwsze twierdzenie o izomorfizmie

- Chińskie twierdzenie o resztach formułuje się jako izomorfizm pewnych skończonych grup przemiennych;
- Twierdzenie o klasyfikacji skończenie generowanych grup przemiennych;
- Twierdzenie Lagrange’a o rzędzie (mocy) podgrup grupy skończonej;
- Twierdzenie Cauchy’ego o istnieniu podgrup cyklicznych w grupach skończonych;
- Twierdzenia Sylowa o podgrupach pierwszych w grupach skończonych;
- Twierdzenie o izomorfizmie umożliwia alternatywną definicję grupy ilorazowej i podgrupy normalnej;
- Twierdzenie Cayleya;
- Twierdzenie Jordana-Höldera.

## Rys historyczny

### Fundamenty pod późniejszą teorię

Prosta rzeczywista z działaniem dodawania to przykład grupy przemiennej.

Wykres funkcji znaku – przykładu homomorfizmu grup przemiennych

Na płaszczyźnie zespolonej znajdują się grupy cykliczne, np. ta złożona z pierwiastków szóstego stopnia z jedynki.

Ludzkość przez stulecia wprowadzała do rozważań różne struktury algebraiczne, które potem sklasyfikowano jako grupy; pierwszym przykładem mogą być dodatnie liczby wymierne z działaniem mnożenia. Własności pewnych działań na iloczynach jak potęgowanie naturalne i odwracanie – początkowo rozważane osobno od potęgowania – mówią, że funkcje te są automorfizmami tej grupy.
Pitagorejczycy wykazali, że ułamki zbudowane z liczb naturalnych nie wystarczą do opisu odległości. Można to uznać za narodziny wiedzy o szerszym zbiorze dodatnich liczb rzeczywistych, który próbował sformalizować Eudoksos z Knidos. W starożytnej Grecji badano też konstrukcje klasyczne, a określone nimi dodatnie liczby konstruowalne również tworzą grupę mnożeniową (multyplikatywną).
W Europie nowożytnej zaakceptowano w pełni liczby ujemne, przez co w dyskursie pojawiły się inne przykłady struktur nazwanych potem grupami jak:
- wszystkie niezerowe liczby rzeczywiste z działaniem mnożenia;
- wszystkie liczby rzeczywiste z działaniem dodawania.

Pewne prawidła arytmetyki z późniejszej perspektywy opisują homomorfizmy tych grup:
- rozdzielność mnożenia względem dodawania mówi, że mnożenie jest automorfizmem grup addytywnych;
- własność mnożenia potęg o równych podstawach (axay = ax+y) oznacza, że funkcje wykładnicze to izomorfizm grup addytywnych z grupami mnożeniowymi;
- wartość bezwzględna spełnia tożsamość: |ab| = |a||b|. To homomorfizm grupy multyplikatywnej niezerowych liczb rzeczywistych z liczbami dodatnimi; przez zawieranie (inkluzję) jest to przykład endomorfizmu. Warto tu zaznaczyć, że pojęcie modułu liczby zostało rozpowszechnione później, w XIX wieku[potrzebny przypis];
- funkcja znaku (łac. signum) ma analogiczną właściwość: sgn(ab) = sgn(a)·sgn(b). To podobny homomorfizm wspomnianej grupy niezerowych liczb rzeczywistych z dwuelementową grupą {-1,1} – drugą grupą cykliczną.

XVI-wieczne Włochy to też początek badań nad liczbami zespolonymi, które są grupą addytywną, przy wyłączeniu zera – grupą multyplikatywną, a ponadto:
- sprzężenie zespolone to automorfizm tych grup;
- istnieje izomorfizm między mnożeniem na zespolonym okręgu jednostkowym a dodawaniem liczb na prostej rzeczywistej;
- zespolone pierwiastki z jedynki tworzą skończone grupy cykliczne.

W XVII wieku John Napier opisał logarytmy. Okazały się użyteczne obliczeniowo dzięki własności, która opisuje izomorfizm między grupą mnożeniową dodatnich liczb rzeczywistych a grupą addytywną wszystkich liczb rzeczywistych. To samo stulecie to też narodziny ogólnego pojęcia funkcji w pracach Gottfrieda Wilhelma Leibniza; bez rozważań funkcji nie byłoby:
- dalszych, kluczowych przykładów grup jak grupy permutacji i innych przekształceń;
- ogólnej definicji działania algebraicznego;
- innych podstawowych pojęć algebry abstrakcyjnej jak homomorfizm.

Można powiedzieć, że w XVIII wieku ludzkość znała:
- dwie przemienne grupy liczbowe – liczby zespolone z dodawaniem i te niezerowe z mnożeniem – a przy tym:
  - część ich podgrup, np. liczby rzeczywiste, konstruowalne, wymierne i całkowite z odpowiednimi działaniami;
  - niektóre homomorfizmy tych podgrup, w tym podstawowe izomorfizmy, endomorfizmy i automorfizmy;
- dwie przemienne grupy funkcji rzeczywistych:
  - addytywną, np. ciągów rzeczywistych, a także ważne podgrupy jak rzeczywiste wielomiany;
  - mnożeniową (multyplikatywną) funkcji niezerowych, w tym podgrupę funkcji wymiernych;
- pewne grupy nieprzemienne:
  - podstawowe izometrie przestrzeni euklidesowych wymiaru 1–3: przesunięcia, odbicia lustrzane, symetrie środkowe i obroty. Leonhard Euler wykazał, że złożenie obrotów w trójwymiarze też jest obrotem, z czego wynika, że tworzą one grupę[potrzebny przypis];
  - pewne przekształcenia prostej rzeczywistej wykraczające poza izometrie: funkcje afiniczne opisane równaniami liniowymi oraz bardziej ogólne homografie, przy czym nazewnictwo jest tu późniejsze.

### Samodzielna dyscyplina

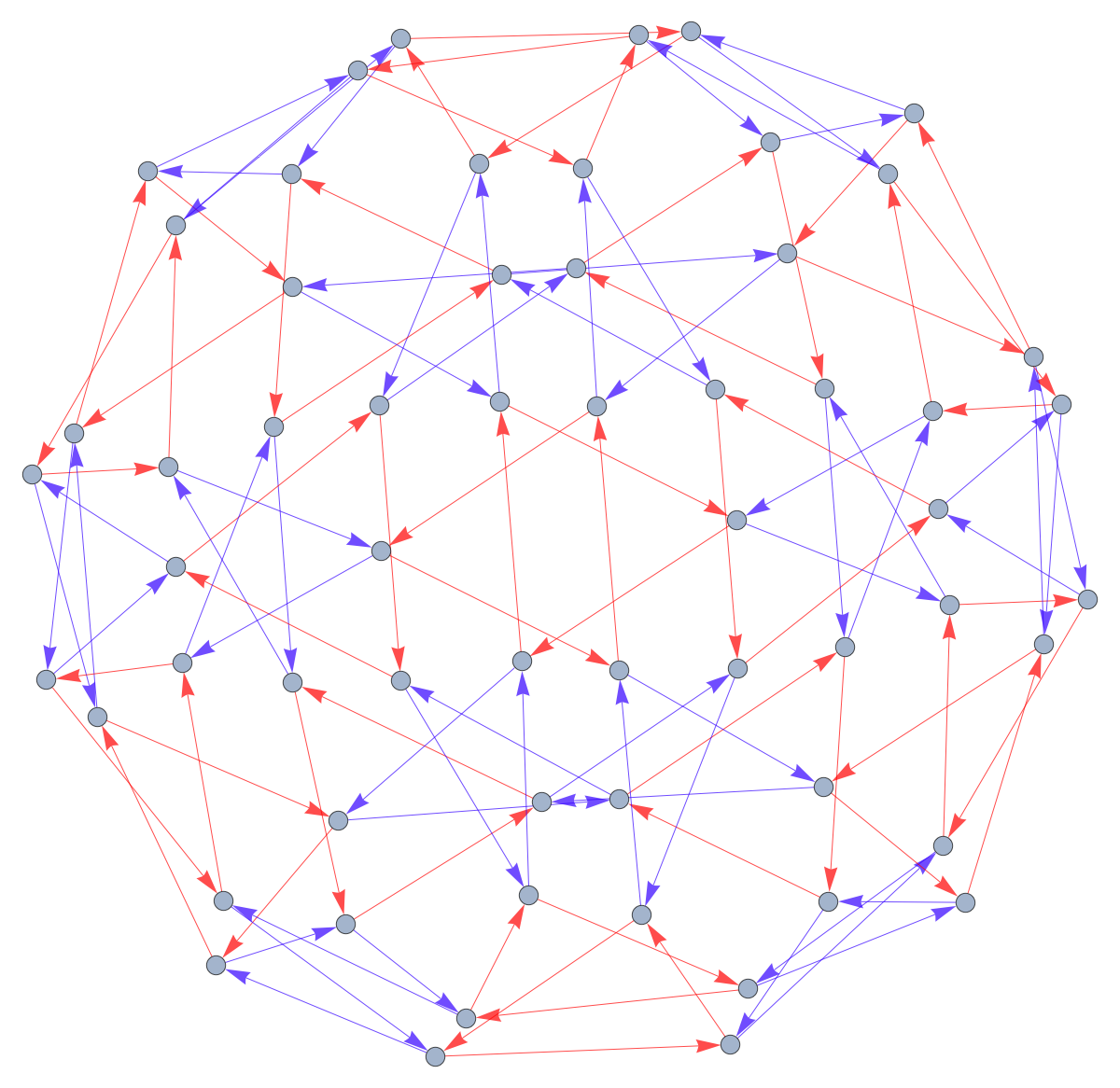
Graf Cayleya przedstawiający 5. grupę alternującą (A_{5}). Jako nieprzemienna grupa prosta nie jest rozwiązalna, co na mocy zasadniczego twierdzenia teorii Galois dowodzi twierdzenia Abela-Ruffiniego.

Początków właściwej teorii grup można upatrywać dwóch działach matematyki: teorii liczb i klasycznej, elementarnej algebrze.
Najstarsze twierdzenia zaliczone potem do teorii grup dotyczą skończonych grup przemiennych i pochodzą z teorii liczb całkowitych, konkretniej z arytmetyki modularnej. Pierwszym wynikiem tego typu było chińskie twierdzenie o resztach, a do późniejszych należą małe twierdzenie Fermata i uogólniające je twierdzenie Eulera. Kongruencje liczb badał też Carl Friedrich Gauss w swojej pracy Rozważania arytmetyczne (łac. Disquisitiones Arithmeticae); z późniejszej perspektywy badał on pierścienie ilorazowe pierścienia liczb całkowitych, tzn. grupy addytywne i multiplikatywne pewnych pierścieni i ciał. Idee te nie były również obce Évariste’owi Galois, od nazwiska którego pochodzi inna nazwa ciała skończonego: ciało Galois.
Inną drogą do teorii grup – nie tylko przemiennych – były badania nad rozwiązalnością równań algebraicznych za pomocą pierwiastników. Joseph Louis Lagrange i Paolo Ruffini badali w tym kontekście grupy przekształceń zmieniających porządek elementów zbiorów skończonych, później nazwane grupami permutacji. Ruffini przedstawił w 1799 roku twierdzenie mówiące, że niektórych równań algebraicznych stopnia wyższego niż czwarty nie da się rozwiązać pierwiastnikami. Jego wynik początkowo zignorowano, być może przez złożoność i odkryte później nieścisłości. Badania te kontynuował Niels Henrik Abel, który w 1824 roku przedstawił prostszy dowód; dlatego wynik ten nazwano twierdzeniem Abela-Ruffiniego.
W 1830 roku problem ten przeanalizował głębiej Évariste Galois. Wprowadzając pojęcie grupy rozwiązalnej, podał warunek równoważny na rozwiązalność równania wielomianowego przez pierwiastniki. Doniosłości jego prac początkowo nie doceniono, ale kilkanaście lat po jego śmierci teorię Galois zaczęto wykładać i rozwijać. To właśnie on jako pierwszy użył nazwy „grupa” (fr. groupe), odnosząc ją do wspominanych grup permutacji (zob. działanie grupy na zbiorze). W 1854 roku Arthur Cayley uogólnił je, definiując abstrakcyjne grupy przez aksjomaty.

### Dalszy rozwój

Diagram cykli w grupie ośmiu jednostkowych kwaternionów oznaczanej Q_{8}

Ilustracja lematu Zassenhausa

Od XIX wieku w rozważaniach matematycznych pojawiły się nowe przykłady grup oraz zastosowania dla ich ogólnej teorii.
W XIX wieku analiza matematyczna zaczęła definiować nowe obiekty tworzące grupy jak ciągi zbieżne, ciągi zbieżne do zera, ciągi sumowalne, funkcje ciągłe, różniczkowalne, regularne, gładkie, analityczne czy całkowalne (przestrzenie Lp i Sobolewa). Z drugiej strony teoria grup nie poświęca im zbyt wiele uwagi, a badania tych obiektów nie korzystają z twierdzeń teorii grup.
William Rowan Hamilton opisał kwaterniony, które po wyłączeniu z nich zera tworzą nieprzemienną grupę mnożeniową. Jedna z jej podgrup jest istotna w teorii grup skończonych. Oprócz tego ten przykład liczb hiperzespolonych przyczynił się do rozważań ogólnych przestrzeni kartezjańskich, np. w pracach Hermanna Grassmanna.
W geometrii grupy posłużyły do klasyfikacji różnorakich teorii. W 1872 roku Felix Klein w swoim programie erlangeńskim ustalił związki między nimi, przyjmując za podstawę pojęcie grupy przekształceń.
W 1884 roku Marius Sophus Lie zaczął używać grup ciągłych – później nazwanych grupami Liego – w problemach analizy.
Pod koniec XIX wieku zaczęto rozważać liczby n-adyczne tworzące grupy addytywne, a należące do nich liczby p-adyczne różne od zera dodatkowo tworzą grupy mnożeniowe. Wiek XX przyniósł dalsze typy liczb tworzące grupy jak liczby hiperrzeczywiste i nadrzeczywiste, przy czym te ostatnie są klasą właściwą, wymykając się standardowej definicji grupy jako rodzaju zbioru.
W II połowie XX wieku wynaleziono kostkę Rubika, której różne ustawienia tworzą grupę. Została przebadana przez matematyków, m.in. opisano jej rząd (moc), a przy pomocy komputera także średnicę, czasem zwaną boską liczbą.

### Powiązane dziedziny
Zawężając listę aksjomatów, grupy można uogólnić na inne struktury z jednym działaniem jak monoidy, półgrupy, magmy czasem zwane grupoidami, małe kategorie i ich szczególne przypadki, również zwane grupoidami. Innym uogólnieniem grup są grupy kwantowe.
Z drugiej strony grupy przemienne można wzbogacić o dodatkowe działania jak:
- mnożenie – takie struktury bada teoria pierścieni;
- mnożenie przez skalar – takie struktury badają algebra liniowa i teoria modułów.

## Naukowcy
- Joseph Louis Lagrange (1736–1813) – autor metody systematycznego wyprowadzania wzorów na miejsca zerowe wielomianów (rezolwenta); pionier użycia permutacji w algebrze;
- Paolo Ruffini (1765–1822) – współautor pierwszego dowodu nierozwiązywalności ogólnego równania 5. stopnia przez pierwiastniki;
- Niels Henrik Abel (1802–1829) – drugi, niezależny współautor twierdzenia Abela-Ruffiniego o wielomianach 5. stopnia;
- Évariste Galois (1811–1832) – autor kompletnej teorii rozwiązywalności wielomianów przez pierwiastniki; pionier teorii grup, teorii ciał i łączącej je teorii Galois;
- Arthur Cayley (1821–1895) – autor twierdzenia Cayleya o tym, że grupy w sensie aksjomatycznym sprowadzają się do grup przekształceń;
- Richard Dedekind (1831–1916) – teoretyk grup, pierścieni i krat;
- Peter Sylow (1832–1918) – teoretyk grup skończonych;
- Marie Ennemond Camille Jordan (1838–1922) – autor podstawowego twierdzenia w teorii grup skończonych;
- Marius Sophus Lie (1842–1899) – twórca teorii grup i algebr Liego, zwanych też zbiorczo teorią Liego;
- Felix Klein (1849–1925) – teoretyk grup, twórca programu erlangeńskiego;
- William Burnside (1852–1927) – teoretyk grup skończonych; autor problemu, który czekał na rozwiązanie dekadami;
- Otto Ludwig Hölder (1859–1937) – teoretyk grup skończonych;
- Emil Artin (1898–1962) – badacz teorii grup i teorii Galois;
- Hans Julius Zassenhaus (1912–1991) – autor lematu Zassenhausa w teorii grup;
- John Griggs Thompson (1932–) – współautor kluczowego twierdzenia o rozwiązalności grup skończonych;